# كوركن ينكيباريان
كروكن ينكيباريان (مواليد 10 مارس 1964) لاعب كرة قدم لبناني من أصل أرمني شارك مع منتخب لبنان في كأس آسيا 2000. ولعب مع أندية هومنمن والتضامن صور.

## وصلات خارجية
- كوركن ينكيباريان على موقع قاعدة بيانات كرة القدم.إي يو (الإنجليزية)
- كوركن ينكيباريان على موقع ناشيونال فوتبول تيمز (الإنجليزية)